# Theobald Mathew

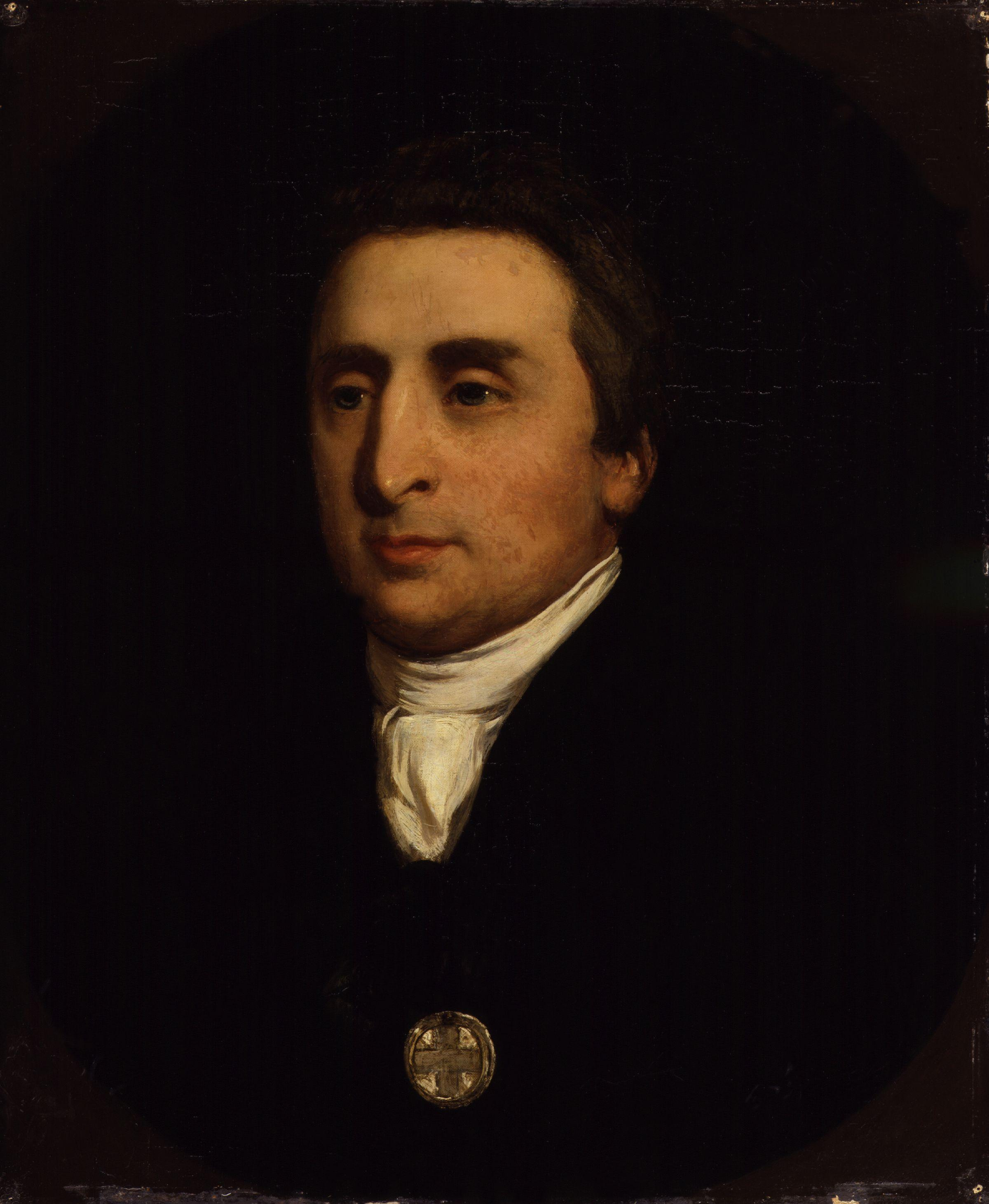
Theobald Mathew, porträtterad av Edward Daniel Leahy.

Theobald Mathew, kallad Father Mathew, född den 10 oktober 1790, död den 8 december 1856, var en irländsk nykterhetspredikant.
Mathew ingick 1807 i det romersk-katolska seminariet i Maynooth och prästvigdes 1814. Han stiftade det första nykterhetssällskapet i Cork 1838 och verkade på oupphörliga resor i sitt hemland för nykterhetssaken samt åstadkom en väldig, men övergående rörelse i sinnena. Mathew besökte även England (1844) och Amerika (1849 1851).